# Rolls Royce Women's Cup Kristinehamn 2012
Il Rolls Royce Women's Cup Kristinehamn 2012 è stato un torneo di tennis facente parte della categoria ITF Women's Circuit nell'ambito dell'ITF Women's Circuit 2012. Il torneo si è giocato a Kristinehamn in Svezia dal 18 al 24 giugno 2012 su campi in terra rossa e aveva un montepremi di $25,000.

## Vincitori

### Singolare
Sacha Jones ha battuto in finale  Magda Linette con il punteggio di 6–4, 6–4

### Doppio
Elena Bovina /  Valerija Solov'ëva hanno battuto in finale  Viktoryia Kisialeva /  Ilona Kramen' con il punteggio di 6–2, 6–2